# (32883) 1993 RJ7
1993 RJ7 (asteroide 32883) é um asteroide da cintura principal. Possui uma excentricidade de 0.13810420 e uma inclinação de 2.22335º.
Este asteroide foi descoberto no dia 15 de setembro de 1993 por Eric Walter Elst em La Silla.